# فرودگاه مارک رینولدس/شمال شهرستان موبایل
فرودگاه مارک رینولدس/شمال شهرستان موبایل (به انگلیسی: Mark Reynolds/North Mobile County Airport) یک فرودگاه همگانی بهره‌برداری هوایی است که یک باند فرود چمن دارد و طول باند آن ۶۱۰ متر است. این فرودگاه در شهر کرئولا، آلاباما کشور ایالات متحده آمریکا قرار دارد و در ارتفاع ۱۸ متری از سطح دریا واقع شده‌است.